# Matthias Stenberg

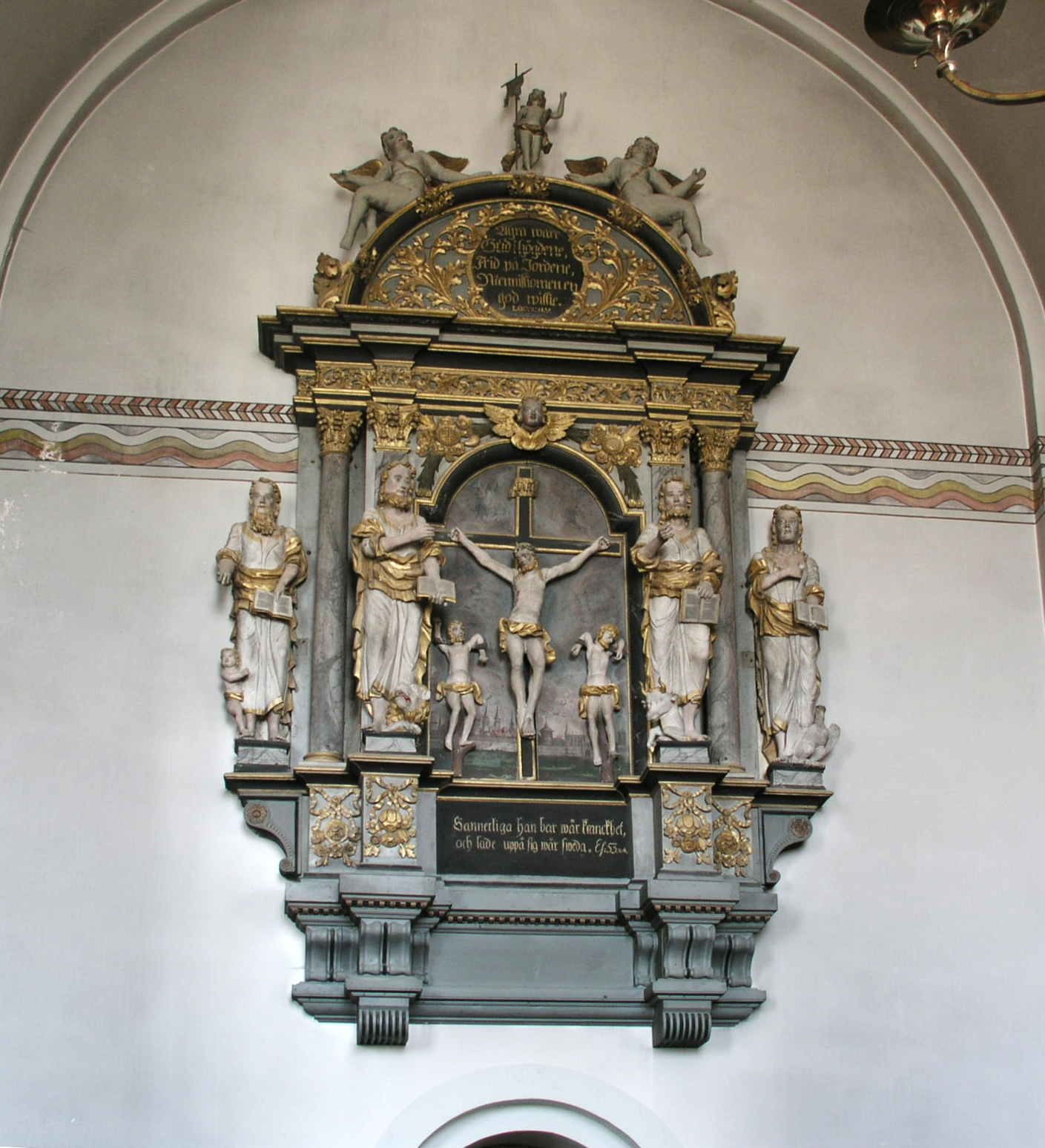
Den tidigare altartavlan i Valleberga kyrka utförd av Stenberg 1742

Matthias Stenberg, född 1690, död 23 mars 1746 i Ystad, var en svensk trä- och stenbildhuggare.
Han var gift med Catharina Elisabeth Langelia. Stenberg var bosatt i Ystad där han blev borgare 1724. Han var en mycket produktiv träsnidare av kyrkliga inventarier för kyrkorna i Skåne. Hans första dokumentariskt belagda arbete är en nummertavla till Hedeskoga kyrka där han även målade läktare och bänkar 1725. Han snidade 1727 altartavlor till kyrkorna i Östra Tommarp, Lemmeströ och Rörum samt en predikstolsbaldakin till Villie kyrka. Han utförde en altartavla till Gladsax kyrka 1728 och samma år moderniserade han renässansaltartavlan i Simrishamn. Han påbörjade 1733 ett arbete med en altartavlan till Löderups kyrka som blev färdigställd 1733 och samma år gjorde han en altartavla till Skårby kyrka. Han snidade diverse skulpturdetaljer, en nummertavla och en altaruppsats till Östra Nöbbelövs kyrka och några bilder till en läktarbröstning i Östra Tommarps kyrka 1735. Han utförde en ny predikstolsbaldakin till Glemminge kyrka 1736. Under åren 1737–1739 tillverkade han en altartavla till Ingelstads kyrka och dopfuntar till kyrkorna i Benestad och Glemminge. Dopfuntarna är i en form av Johannes Döpare bild, bärande en mussla framför sig som dopskål. Han snidade altartavlor till Valleberga kyrka och Simris kyrka 1742. Stilistiskt kan man även till hans verkstad attribuera predikstolarna i Benestads kyrka och Äsphults kyrka samt predikstolsfälten i Linderöds kyrka. Vid sidan av sitt träsnideri högg han ett flertal gravstenar och solur i sten samt skar gevärs- och pistolkolvar.     